# Bulbophyllum porphyrostachys
Espèce
Statut de conservation UICN

 NT  : Quasi menacé
Bulbophyllum porphyrostachys Summerh. est une espèce d'herbes épiphytes appartenant à la famille des Orchidaceae et au genre Bulbophyllum.
Découverte par Summerhayes, elle a été décrite par ce même auteur en 1951.

## Biologie
- Pseudobulbes ellipsoïdes, comportant 4 à 5 angles, espacés de 3 à 7 cm, bifoliés.
- Feuilles lancéolées, épaisses.
- Inflorescence arquée, de 7-22 cm de longueur, rachis aplati, composé de 18-50 fleurs.
- Fleurs distiques, disposées sur les deux côtés concaves du rachis, pas entièrement ouvertes, vert jaune, marquées de rouge.
- Bractées florales recourbées, concaves, ovales, violet foncé, dissimulant les fleurs.
- Labelle ovale à réniforme, arrondi au sommet, épais, glabre, marges avec une ride mince, étroite à bord irrégulièrement denticulé.

## Distribution
- Cameroun
- Guinée équatoriale
- Nigeria
- Congo
- Angola

## Écologie
- Forêt pluviale, forêt semi-décidue, relique de forêt dans la savane, plantation de palmiers à huile.

## Statut de conservation
- Risque faible / quasi menacé.